# Ylli Bufi
Ylli Bufi (n. 25 mai 1948, Tirana, Albania) este un om politic albanez, membru al Partidului Democrat. A îndeplinit funcția de prim-ministru al Albaniei (1991).